# Неджев-Другий
Неджев-Другий (пол. Niedrzew Drugi) — село в Польщі, у гміні Стшельці Кутновського повіту Лодзинського воєводства.
У 1975-1998 роках село належало до Плоцького воєводства.